# Катог
Катог (Вайли: kaḥ thog) — один из шести материнских монастырей школы ньингма тибетского буддизма, возглавляющий одно из главных направлений этой школы. Монастырь находится в уезде Деге в Гардзе-Тибетском автономном округе, в провинции Сычуань в Китае.

## История
Монастырь Катог основан в 1159 году младшим братом знаменитого Пхагмодрупы по имени Катог Дампа Дешек, в королевстве Деге, области Кам восточного Тибета.
Третий настоятель монастыря Джампа Бум (1179—1252), который управлял монастырём 26 лет до 1252 года собрал для монастыря со всего Тибета тысячи монахов, преимущественно из области Кхам, районов Миньянг, Джанг и Гьяронг."
Первоначальный монастырь из-за отсутствия ремонта пришёл в разрушение, и был восстановлен в 1656 году тертоном Дюддул Дордже (1615-72) и тертоном Ридзин Лонгсал Ньингпо (1625—1682/92 или 1685—1752).
Монастырь прославился своими учёными. Монастырь действовал вплоть до занятия Тибета Китаем в 1951 году, когда в нём находилось около 800 монахов.
В 1999 году ученики лам Кенпо Мунсел и Кенпо Джамъянг в монастыре Катог составили свод знаний Кама (Wylie: bka' ma shin tu rgyas pa (kaH thog)) подшколы Катог в 120 томах
Тибетолог Александр Берзин писал, что школа Катог включает в себя 112 монастырей не только в Тибете, но и в Сиккиме, Монголии, провинциях Юньнань и Сычуань.

## Знаменитые люди из монастыря Катог
- Джамьянг Кхьенце Чокьи Лодро (1893—1959) обучался в монастыре Катог.[7]